# خانه مد (مجموعه تلویزیونی)
خانهٔ مد (به انگلیسی: Fashion House) نام تله‌نوال آمریکایی می‌باشد که در سال ۲۰۰۶ پخش شد. 